# Odontonema
Odontonema es un género de plantas con flores perteneciente a la familia Acanthaceae. Comprende 77 especies herbáceas descritas y de estas, solo 32 aceptadas. Son nativas de América.

## Taxonomía
El género fue descrito por Christian Gottfried Daniel Nees von Esenbeck y publicado en Linnaea 16(3): 300, en 1842.

#### Etimología
Odontonema: nombre genérico que deriva de la combinación de los 2 vocablos griegos ὀδούς, -ντος (odoús, -ntos); "diente", y νῆμα (nêma); "hilo"; "hilo dentado", en referencia ya sea a la corola, a los estambres cuyos filamentos poseén dentículos, o incluso el remanente del quinto estambre, en las especies del género.

## Especies aceptadas
A continuación se brinda un listado de las especies del género Odontonema aceptadas actualmente, ordenadas alfabéticamente. Para cada una se indica el nombre binomial seguido del autor, abreviado según las convenciones y usos:
- Odontonema albiflorum Leonard, 1936
- Odontonema album V.M.Baum, 1982
- Odontonema aliciae T.F.Daniel y J.F.Carrión, 2015
- Odontonema ampelocaule Leonard, 1958
- Odontonema amplexicaule (Nees) Kuntze, 1891
- Odontonema auriculatum (Rose) T.F. Daniel, 1986
- Odontonema barlerioides (Nees) Kuntze, 1891
- Odontonema bracteolatum (Jacq.) Kuntze, 1891
- Odontonema brevipes Urb., 1912
- Odontonema callistachyum (Schltdl. y Cham.) Kuntze, 1891
- Odontonema corymbulosum (Bertol.) MacVean, Cristof., T.F.Daniel y Baldini, 2019
- Odontonema cuspidatum (Nees) Kuntze, 1891
- Odontonema dissitiflorum (Nees) Kuntze, 1891
- Odontonema fuchsioides (Nees) Kuntze, 1891
- Odontonema glaberrimum (M.E.Jones) V.M.Baum, 1982
- Odontonema glabrum Brandegee, 1915
- Odontonema guayaquilense Cornejo, 2017
- Odontonema hondurense (Lindau) D.N.Gibson, 1972
- Odontonema laxum V.M.Baum, 1982
- Odontonema liesneri Wassh., 1992
- Odontonema lindavii (Urb.) Acev.-Rodr., 2012
- Odontonema mazarunensis Wassh., 1992
- Odontonema microphyllus Durkee, 1978
- Odontonema mortonii V.M.Baum, 1982
- Odontonema nitidum (Jacq.) Kuntze, 1891
- Odontonema peruvianum J.R.I.Wood, 2019
- Odontonema rubrum (Vahl) Kuntze, 1891
- Odontonema rutilans (Planch.) Kuntze, 1891
- Odontonema schomburgkianum (Nees) Kuntze, 1891
- Odontonema sessile (Nees) Kuntze, 1891
- Odontonema speciosum V.M.Baum, 1982
- Odontonema tubaeforme (Bertol.) Kuntze, 1891